# Шона Делакорте
Саманта Джентри (на английски: Samantha Gentry) е американска писателка на произведения в жанра любовен роман и еротичен любовен роман. Пише основно под псевдонима Шона Делакорте (на английски: Shawna Delacorte), а еротична литература под собственото си име.

## Биография и творчество
Саманта Джентри е родена в Лос Анджелис, Калифорния, САЩ. През по-голяма част от живота си живее в Лос Анджелис. В продължение на 20 години работи в телевизионното производство. Заедно с работата си е запален фотограф и започва да публикува статии в списания придружени с нейните снимки. После се опитва да пише роман и да предложи ръкописа си на издателствата.
През 1992 г. е публикуван първия ѝ любовен роман „Sarah and the Stranger“ (Сара и странникът). Книгата е удостоена с наградата „Waldenbooks“ за най-добър първи любовен роман. През 1994 г. напуска работата си и се посвещава на писателската си кариера.
През 2006 г. се насочва към търсената еротична литература за млади възрастни.
Заедно с писането преподава лекции по творческо писане за възрастни в университета на Канзас в Уичита, два пъти годишно от 1997 до 2008 г.
Саманта Джентри живее в южната част на Калифорния и в Уичита.

## Произведения

### Като Шона Делакорте

#### Самостоятелни романи
- Sarah and the Stranger (1992)
- The Bargain Bachelor (1992)
Нежен залог, изд.: „Арлекин България“, София (1993), прев. Екатерина Кузманова
- Cassie's Last Goodbye (1993)
- Miracle Baby (1994)
- Cowboy Dreaming (1996)
- Wyoming Wife? (1997)
- Much Ado About Marriage (1998)
- The Tycoon's Son (1998)
- The Millionaire's Christmas Wish (1998)
- Secret Lover (1999)
- The Daddy Search (1999)
- Stormbound With a Tycoon (2001)
- In His Safekeeping (2002)
- Falling for the Enemy (2002)
- At the Tycoon's Command (2003)
- Having the Best Man's Baby (2003)
- In Forbidden Territory (2005)
- Who's Been Sleeping in My Bed? (2007)
- Her Hero and Protector (2008)

#### Участие в общи серии с други писатели

##### Серия „Човек на закона“ (Lawman)
- Lover Unknown (1997)

от серията има още 9 романа от различни автори

##### Серия „Децата на съдбата“ (Fortune's Children)
- Fortune's Secret Child (2000)

от серията има още 23 романа от различни автори

##### Серия „Затъмнение“ (Eclipse)
- The Sedgwick Curse (2005)

от серията има още 14 романа от различни автори

### Като Саманта Джентри

#### Самостоятелни романи
- Masked Encounter (2006)
- Sins of the Past (2006)
- The Deepest Dungeon (2007)
- Steamy Encounter (2008)
- Summer Sizzle (2009)
- Deja Vu (2009)
- Forbidden Island (2009)
- Designed Encounter (2010)
- Third Floor Encounter (2012)
- His Magick Touch (2013)
- Open In Private (2013)
- Erotic Encounters: Volume One (2014)
- Island Encounter (2015)
- Accidental Encounter (2014)
- Summer Sizzle (2015)

#### Серия „Мисия“ (Mission)
1. Mission Insecure (2017)
2. Mission Innocence (2017)
3. Mission Inevitable (2017)